# Vassili Petrovitch Verechtchaguine
Pour les articles homonymes, voir Verechtchaguine.
Vassili Petrovitch Verechtchaguine (en russe : Василий Петрович Верещагин), né le 1er janvier 1835 (13 janvier dans le calendrier grégorien) à Perm et mort le 9 octobre 1909 (22 octobre dans le calendrier grégorien) à Saint-Pétersbourg, est un peintre historique et portraitiste russe.

## Biographie
Il naît le 1er janvier 1835 (13 janvier dans le calendrier grégorien) à Perm. Son père, Piotr Prokopevitch Verechtchaguine (1795—1843) et son grand-père, Procope Danilovitch Verechtchaguine (1764 — après 1811) sont tous deux peintres d'icônes. Ses deux frères sont peintres également : Piotr Petrovitch Verechtchaguine (1834—1886) et Mitrophane Petrovitch Verechtchaguine (1842-1894). Vassili suit l'enseignement primaire de l'école du district. C'est son grand-père qui lui enseigne la peinture, prenant ainsi une part importante à son avenir d'artiste.
Sa première formation à l'art est donc restée locale. Mais en 1856 il entre à l'Académie russe des beaux-arts où il est l'élève d'Alexeï Markov (en). Il passe six années à l'académie. Lors des festivités de fin d'année sur le thème du souvenir du « mariage de Sophie de Lituanie avec le grand-duc Vassili Ier Dmitrievitch » il reçoit la médaille d'or académique et le titre d'artiste du premier degré.
Grâce à une bourse de l'Académie il part à l'étranger et visite tous les centres artistiques importants de l'époque. Mais il travaille surtout à Rome, et y étudie les maîtres anciens en les copiant. Revenu à Saint-Pétersbourg en 1869, il donne un compte rendu de son séjour en Europe occidentale et présente ses toiles : « Saint Grégoire Ier maudissant la dépouille d'un moine défroqué » (1862; Musée russe), « Rencontre du prisonnier avec sa famille » (1868; Galerie Tretiakov, copie à la Galerie des beaux-arts de la ville de Perm, « Nuit sur le Golgotha» (1869; Musée russe), « Prière de Hanna, mère du prophète Samuel» (1864, Médaille d'or de l'Exposition universelle de 1867 ) Paris), trois portraits, deux grands tableaux et une vingtaine d'aquarelles. Il est nommé professeur de portrait et de peinture historique à la suite de sa présentation. Pendant plus de 20 ans il donnera des cours de dessins et de compositions à l'Académie.
En 1870, Verechtchaguine se rend à nouveau à Rome et, après son retour, il est chargé de réaliser la décoration du palais du grand prince Vladimir Alexandrovitch de Russie sur le thème de la poésie populaire. Il peint alors les tableaux : «Ilya Mouromets lors d'un banquet chez le prince Vladimir » (1872), «Aliocha Popovitch», « Combat de Dobrynia Nikititch avec le dragon Zmeï», «Avsien», dans des dimensions impressionnantes, sur une toile de texture particulière comparable à de la tapisserie. Il obtient pour ces toiles la médaille d'or de l'Exposition universelle de 1873 à Vienne en Autriche.
Les toiles qui sont considérées comme les plus remarquables sont : « Le baptême de Saint Vladimir », « Introduction du christianisme à Kiev » et « L'église de la dîme ». Ces dernières toiles se trouvent dans l'église du palais du grand prince Vladimir Alexandrovitch de Russie. Ses œuvres majeures se trouvent à la Cathédrale du Christ-Sauveur de Moscou (1875—1879), mais aussi à la Cathédrale de la Dormition de la Laure des Grottes de Kiev. Et encore ses toiles : « Descente de croix », « Jeune-fille romaine », « Tchoutchar », « Aou!». En 1891 il publie « Album de l'histoire de l'État russe par les tableaux de ses représentants ». Pour l'exposition académique de 1891 il présente son tableau : « Les défenseurs du siège de la laure de la Trinité-Saint-Serge en 1608 » (1891; Musée russe). Il réalise des lithographies telle que : «Sviatopolk Ier, poursuivi par les ombres de ses deux frères », « Saint tenant une croix devant la gueule ouverte d'un ours », « Trois têtes de lions ».
Il était membre de la Société des artistes de peinture historique.
Il meurt le 23 octobre 1909 à Saint-Pétersbourg.

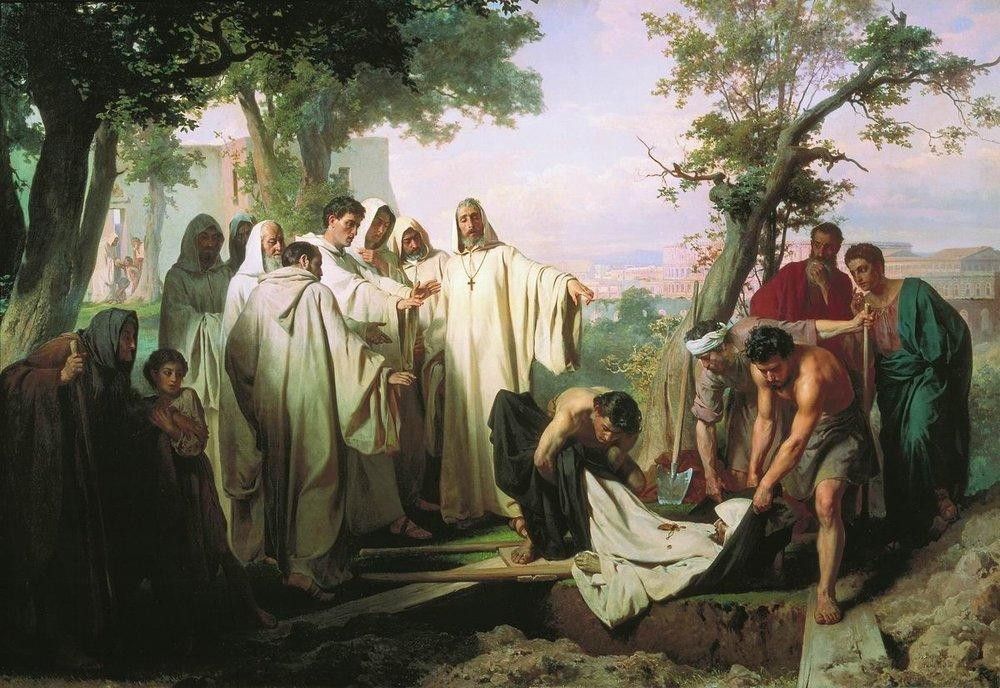
Saint Gregory maudissant la dépouille du moine défroqué
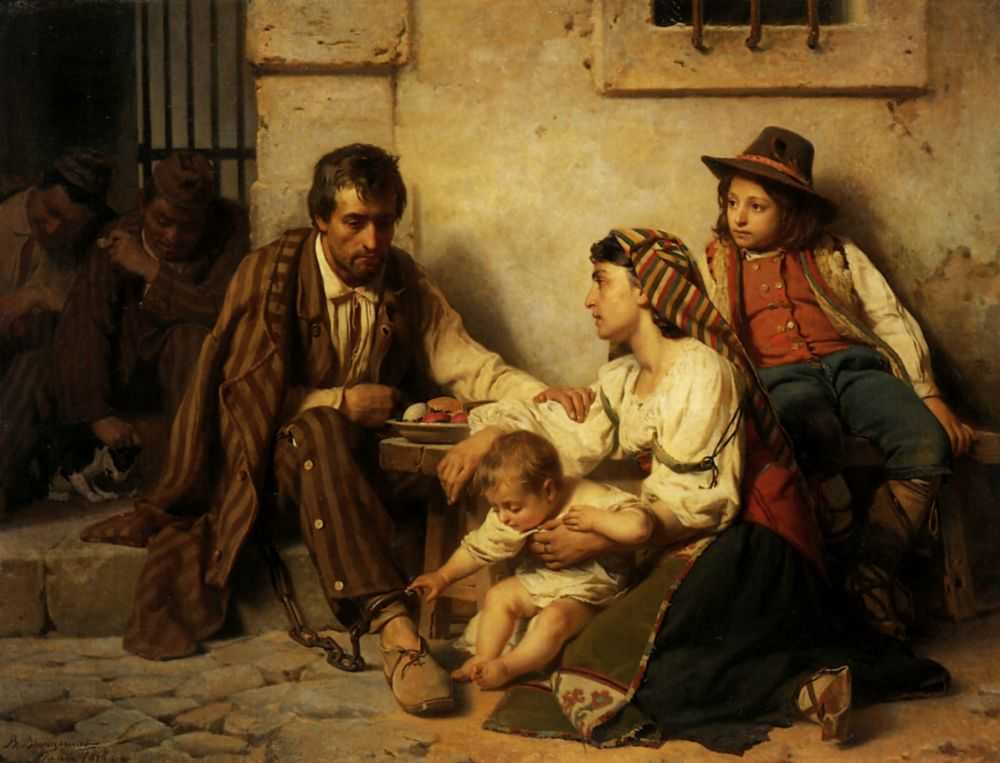
Rencontre du prisonnier avec sa famille
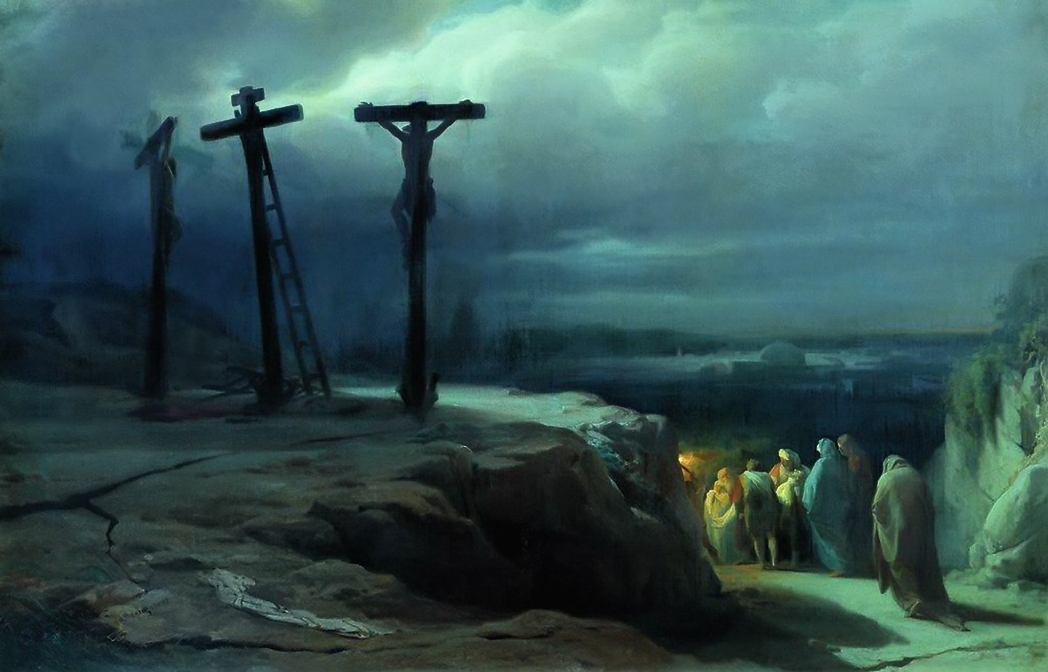
Nuit sur le Golghota
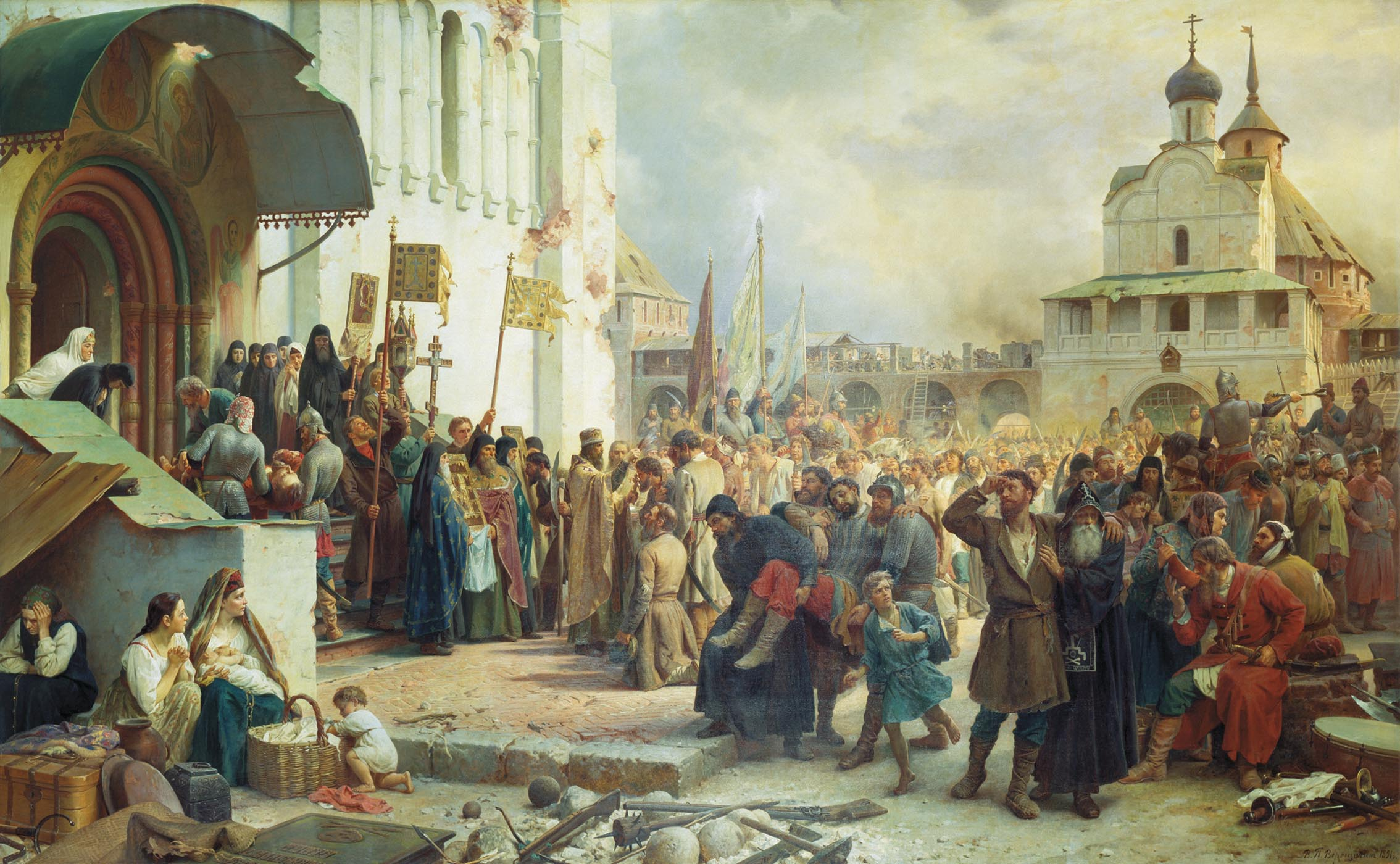
Défenseurs de la Trinité Saint-Serge lors du siège de 1608
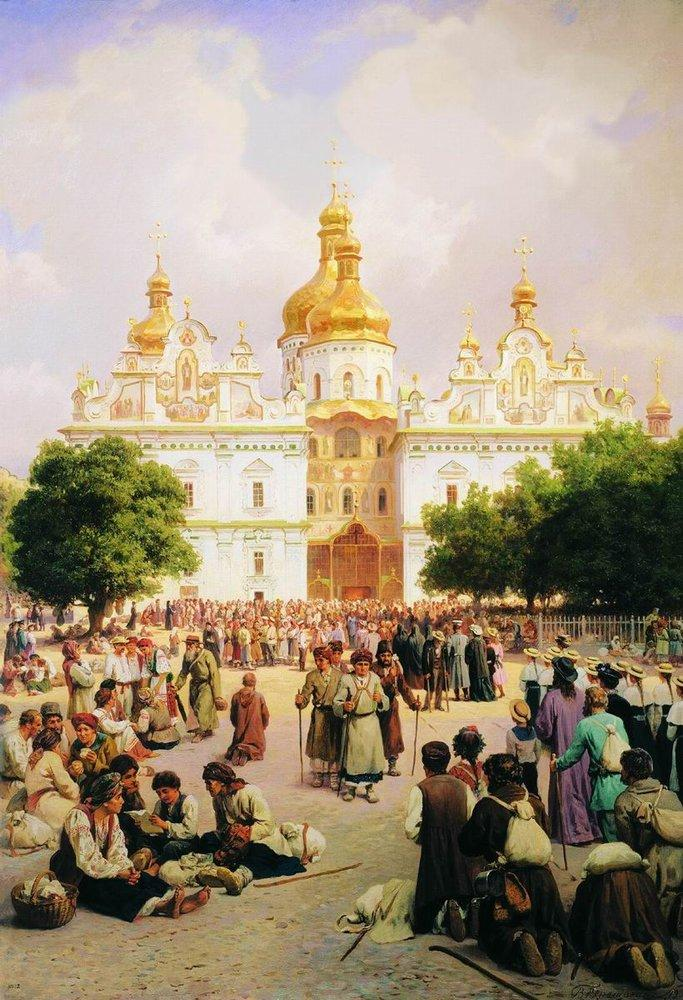
Cathédrale de la Dormition de la Laure des Grottes de Kiev
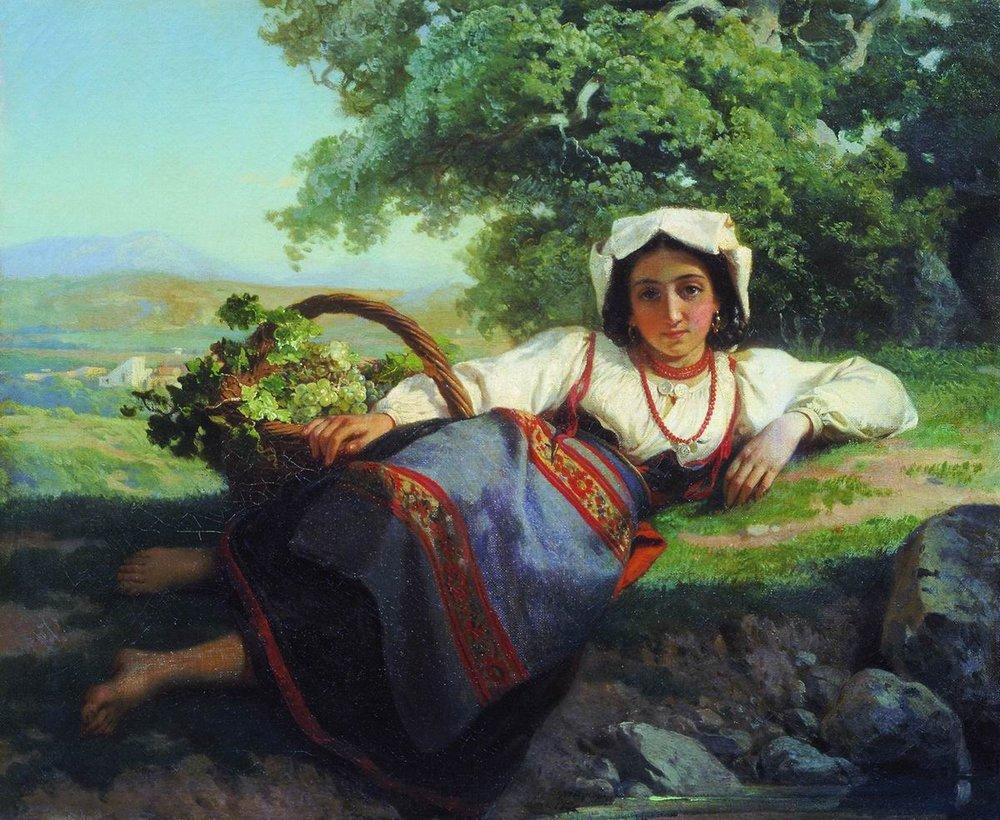
Jeune fille aux raisins